# William Butler Yeats
William Butler Yeats, W.B. Yeats (wym. [ˈjeɪts]; ur. 13 czerwca 1865 w Dublinie, zm. 28 stycznia 1939 w Roquebrune-Cap-Martin) – irlandzki poeta, dramaturg i filozof, tworzący w języku angielskim, czołowy twórca i działacz literackiego Odrodzenia Irlandzkiego. Motywy swych utworów czerpał z wczesnośredniowiecznej literatury irlandzkiej i folkloru, pozostawał jednocześnie pod wpływem romantycznego wizjonerstwa Blake’a, okultyzmu, prerafaelitów i francuskiego symbolizmu; laureat Nagrody Nobla w dziedzinie literatury (1923).

## Życiorys

### Dzieciństwo i wczesna młodość

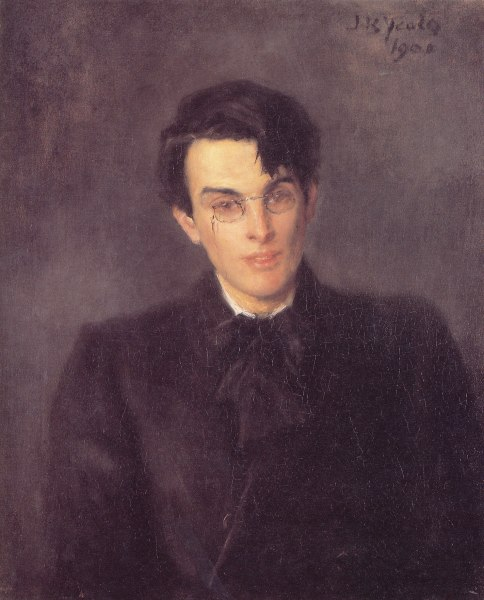
Portret młodego Williama Butlera Yeatsa autorstwa jego ojca, Johna, 1900

W.B.Yeats urodził się w Sandymount, na przedmieściach Dublina jako pierworodny syn Johna Butlera Yeatsa i Susan Mary Pollexfen. Rodzina Yeatsów przybyła do Irlandii w XVIII wieku z Yorkshire w Anglii. Protoplastą rodu był Jervis Yeats, który założył w Dublinie hurtownię płótna. Według niektórych historyków przyszły noblista miał być może arystokratycznych przodków, ale teza ta nie znajduje jak dotąd potwierdzenia. Wszystkie dotychczas zebrane fakty wskazują na to, że William Butler pochodził z mieszczańskiej rodziny angielskich kolonialistów, którzy zaaklimatyzowali się na Zielonej Wyspie, choć nie przyjęli jej wiary i języka.
Duży wpływ na młodego Williama wywarł ojciec, do końca swojego życia (zmarł w 1922 roku) najlepszy przyjaciel poety. John Butler Yeats był znanym malarzem, a także wielbicielem poezji romantyków i prerafaelitów angielskich. Swoje fascynacje zaszczepił Williamowi i jego rodzeństwu – bratu Jackowi, który został znanym malarzem impresjonistą, oraz siostrom Elizabeth i Susan, które zajmowały się działalnością wydawniczą. Wakacje mały William spędzał zawsze u dziadków w Sligo, w cieniu góry Ben Bulben, która wielokrotnie powracała w jego poezjach. W Sligo spotykał wuja-dziwaka, z zamiłowania astrologa, od którego usłyszał po raz pierwszy stare mity i legendy celtyckie, m.in. swoją ulubioną o zaczarowanej krainie Sidhe, w której mieli przebywać wielcy bohaterowie z przeszłości.
Po ukończeniu szkoły zapisał się w Dublinie do Metropolitan School of Art na studia malarskie. W czasie nauki zainteresował się rodzącym się w stolicy Irlandii ruchem teozoficznym, do którego wprowadził go poeta-mistyk, później bliski przyjaciel George William Russell. Wówczas też po raz pierwszy zetknął się z irlandzkim ruchem narodowym. W klubie zwolenników Home Rule na Uniwersytecie Dublińskim spotkał przywódcę fenian Johna O’Leary’ego, pod którego wpływem postanowił zmienić styl i wymowę swoich młodzieńczych poezji, z romantyczno-imaginacyjnej na bardziej narodową. Wanda Rulewicz twierdzi, że właśnie wtedy zdecydował się zostać pisarzem irlandzkim. W klubie oprócz rozmów politycznych kwitły także zażarte dysputy na tematy literackie, m.in. z późniejszą pisarką, przyjaciółką i zaufaną powierniczką Katharine Tynan. Dwudziestojednoletni Yeats w 1886 ukończył uczelnię. Już wtedy mógł się pochwalić debiutem literackim – w 1885 na łamach Dublin University Review opublikował wiersz Głosy, później nazwany Wyspa posągów.
W 1887 roku wraz z całą rodziną przeniósł się do Londynu.

### Okres londyński

#### Londyn w latach 90. XIX wieku
W stolicy Anglii w ostatnim dziesięcioleciu XIX wieku kwitło intensywne życie kulturalne. Był to czas, kiedy dawne stykało się z nowym, krzyżowały się wpływy i programy. Jeszcze pod koniec lat 80. działali poeci wiktoriańscy – Alfred Tennyson i Robert Browning, ciągle żywe było echo wystąpienia prerafaelitów, obok nich rodziła się buntownicza poezja Algernona Swinburne'a, a przede wszystkim w tym okresie do głosu doszli dekadenci, z rodakiem Yeatsa Oscarem Wilde’em na czele.
Życie literackie skupione było wokół wydawanego od 1894 roku kwartalnika The Yellow Book, którego kierownikiem artystycznym był Aubrey Beardsley, a w którym pisywali tacy pisarze jak Wilde, William Morris czy Arthur Symons. Pismo z jednej strony było próbą przeszczepienia na angielski grunt francuskiego symbolizmu, a z drugiej stanowiło ostre żądło wymierzone w wiktoriańską moralność i mieszczańskie normy zachowania. Po trzynastu numerach kwartalnik upadł, ale to właśnie, paradoksalnie, sprawiło, że stał się jeszcze bardziej popularny, a wśród młodych poetów i intelektualistów, wydane egzemplarze stały się przedmiotem najgłębszego pożądania.
W takim właśnie Londynie, przesiąkniętym mroczną atmosferą dekadencji, buntu i liberalizmu obyczajowego, miał spędzić kolejną dekadę młody Yeats, dotychczas poruszający się wyłącznie w świecie celtyckich legend i irlandzkiej sprawy narodowej.

#### W kręgu symbolizmu i okultyzmu
Mimo iż Yeats w Londynie był obok Ernesta Rhysa i T.W.Rollestona współzałożycielem powołanego w 1891 roku The Rhymers' Club, wokół którego skupiło się wielu literackich radykałów, nigdy nie zaakceptował stylu życia cyganerii i nie aprobował wystąpień dekadentów. W klubie nauczył się nowych form poetyckich i nowej estetyki. Poezji Rhymersów przyświecali Paul Verlaine i Stéphane Mallarmé, więc Yeats, mimo iż nie znał francuskiego, szybko poznał główne założenia symbolizmu. Symbol, którego istotę rozumiał inaczej niż Francuzi, stał się jednym z podstawowych wyznaczników jego wczesnej poezji.
Yeats szybko odszedł z The Rhymers' Club i, wbrew panującej wokół modzie, począł pogłębiać zainteresowania przeszłością Irlandii. Zetknął się wtedy ze średniowieczną poezją celtycką, poznał dawne normy obrzędowe i prastare zwyczaje. Rozbudzenie fascynacji Zieloną Wyspą, która dopiero w Londynie nabrała bardziej intelektualnego charakteru, zbiegło się w czasie z narastaniem politycznego nacjonalizmu irlandzkiego. Kilka lat wcześniej historyk Standish O’Grady wydał swoją Historię Irlandii. Okres heroiczny – książkę, która opiewała dawną bohaterską przeszłość wyspy i która dzięki swojej niebywałej popularności, jaką cieszyła się wśród Irlandczyków, okazała się poważnym impulsem do kolejnych prób przełamywania angielskiej dominacji w Irlandii (patrz: kształtowanie się świadomości kulturowej Irlandczyków).
Już od początku pobytu w stolicy Anglii Yeats prowadził działalność, mającą na celu spopularyzowanie dawnych tekstów irlandzkich – jeszcze w 1888 roku wydał Baśnie i gadki ludu wiejskiego Irlandii oraz Poezje i ballady młodej Irlandii, rok później napisał Wędrówki Osjana, dialogowaną kompozycję epicką, opartą na pradawnej legendzie o poecie, który po trzystu latach powrócił do krainy młodości. W latach 1889–1890 opublikował nowele irlandzkiego klasyka XVIII-wiecznego – Williama Carletona. W Londynie w tamtym okresie zaczęły także masowo powstawać literackie zrzeszenia irlandzkie. Założycielem jednego z nich – Irlandzkiego Towarzystwa Literackiego – był (w 1892 roku) właśnie Yeats. Kilka lat później działalność swojego stowarzyszenia poeta rozszerzył także na Dublin. Towarzystwo wkrótce stało się głównym ośrodkiem promującym dawną i nową literaturę z kręgu Zielonej Wyspy i skupiło wokół siebie najważniejsze postaci Odrodzenia Irlandzkiego.
Obok organizacji politycznych i literackich zakładano wówczas w całej Europie towarzystwa okultystyczne. Yeats zetknął się z nimi jeszcze w Dublinie. W Londynie spotkał Helenę Bławatską, dzięki której został członkiem Tajemnego Stowarzyszenia Złotej Jutrzenki oraz MacGregora Mathersa, mistrza wiedzy ezoterycznej, który z kolei nauczył go systemu symboli kabalistycznych.

#### Maud Gonne
W 1889 roku w domu państwa Yeatsów złożyła wizytę zafascynowana wierszami Williama aktorka i działaczka irlandzka Maud Gonne, w której poeta się zakochał. Maud była jego wielką, nigdy nie spełnioną miłością – w ciągu czternastu lat wielokrotnie się jej oświadczał, zaś ona za każdym razem go odrzucała. Mówiła wówczas: Kiedyś świat będzie mi wdzięczny za odmowę. W 1903 roku Gonne poślubiła irlandzkiego nacjonalistę Johna McBride’a, ale nie była w tym związku szczęśliwa. Jako gwiazda Abbey Theatre utrzymywała kontakty z Yeatsem, które z czasem zaczęły się stopniowo ochładzać, głównie ze względu na inne spojrzenie na irlandzką sprawę narodową. Maud wyznawała radykalne poglądy, od których Yeats szybko odszedł. Pod koniec lat 20. kontakty Yeatsa z Maud Gonne uległy całkowitemu zerwaniu.

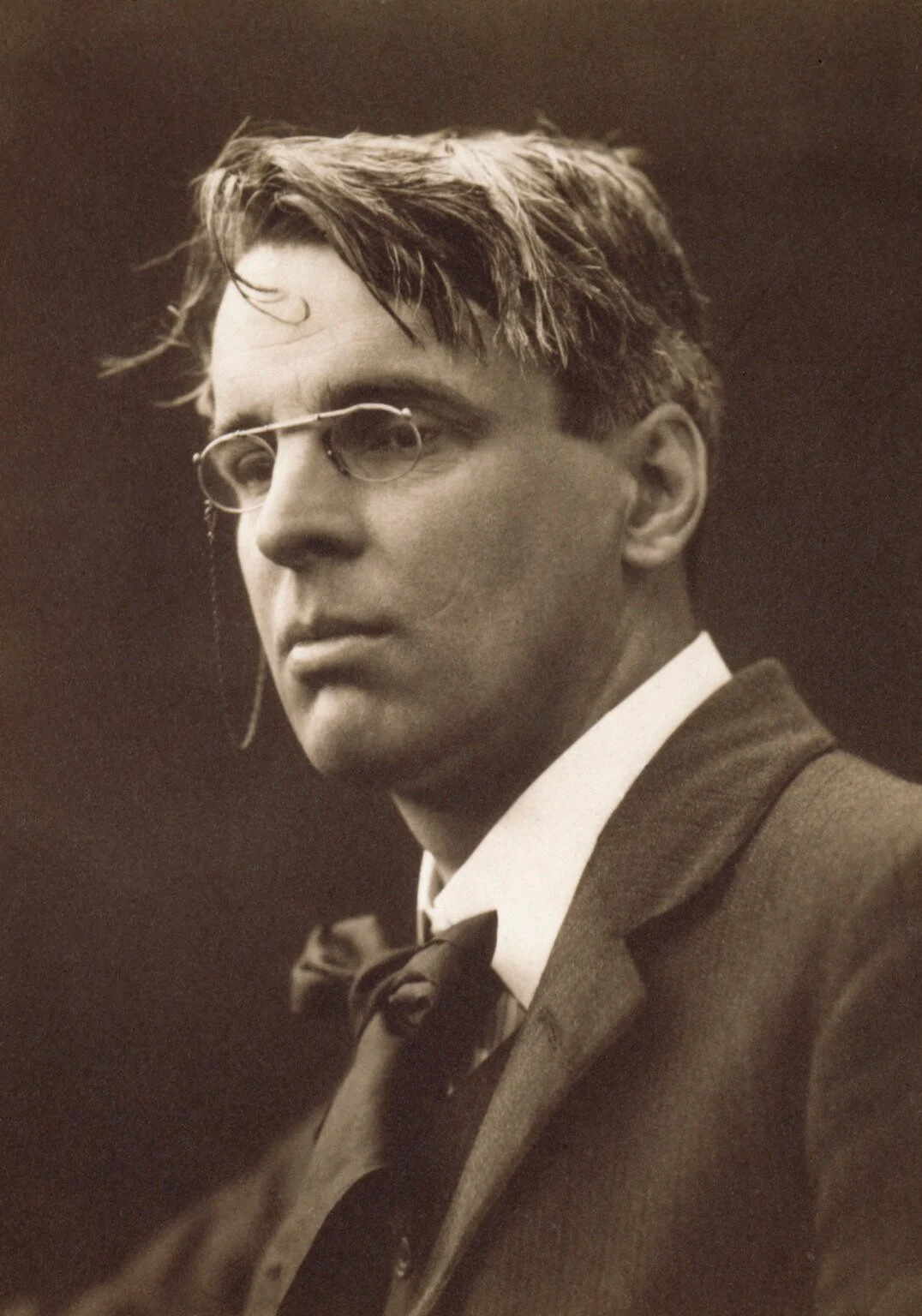
William Butler Yeats (1911)

W 1917 roku Yeats oświadczył się córce Maud ze związku z McBridem – Iseult, lecz nie został przyjęty. Jak się zdaje, najistotniejszym wydarzeniem angielskiego okresu życia poety było jednak poznanie w 1896 roku drugiej co do znaczenia kobiety w jego życiu, działaczki i mecenasa sztuki Lady Gregory.

### Działalność w kraju
Lady Gregory dołączyła do grona najbliższych przyjaciół Williama. Dzieliła z nim pasje literackie, zbierała i wydawała celtyckie legendy i podania. W przeciwieństwie do Yeatsa znała język irlandzki i tłumaczyła mu teksty z oryginału, a także, jako aktywistka irlandzkiego ruchu narodowego, podzielała jego poglądy o konieczności stworzenia nowej literatury irlandzkiej, sięgającej korzeniami do dawnych celtyckich mitów. W tym czasie główną siedzibą pisarzy i intelektualistów z Zielonej Wyspy stała się ogromna posiadłość Lady Gregory w Coole Park. Jak wielki wpływ ta znajomość miała na rozwój kultury irlandzkiej, niech świadczy fakt, że niektórzy badacze właśnie na rok 1896 datują początek Odrodzenia Irlandzkiego.
Pod koniec lat 90. XIX wieku Yeats powrócił na Zieloną Wyspę. Najczęściej przebywał i działał w Dublinie lub Coole Park. Jako bywalec londyńskiego West Endu już od wielu lat myślał o stworzeniu irlandzkiego teatru narodowego.

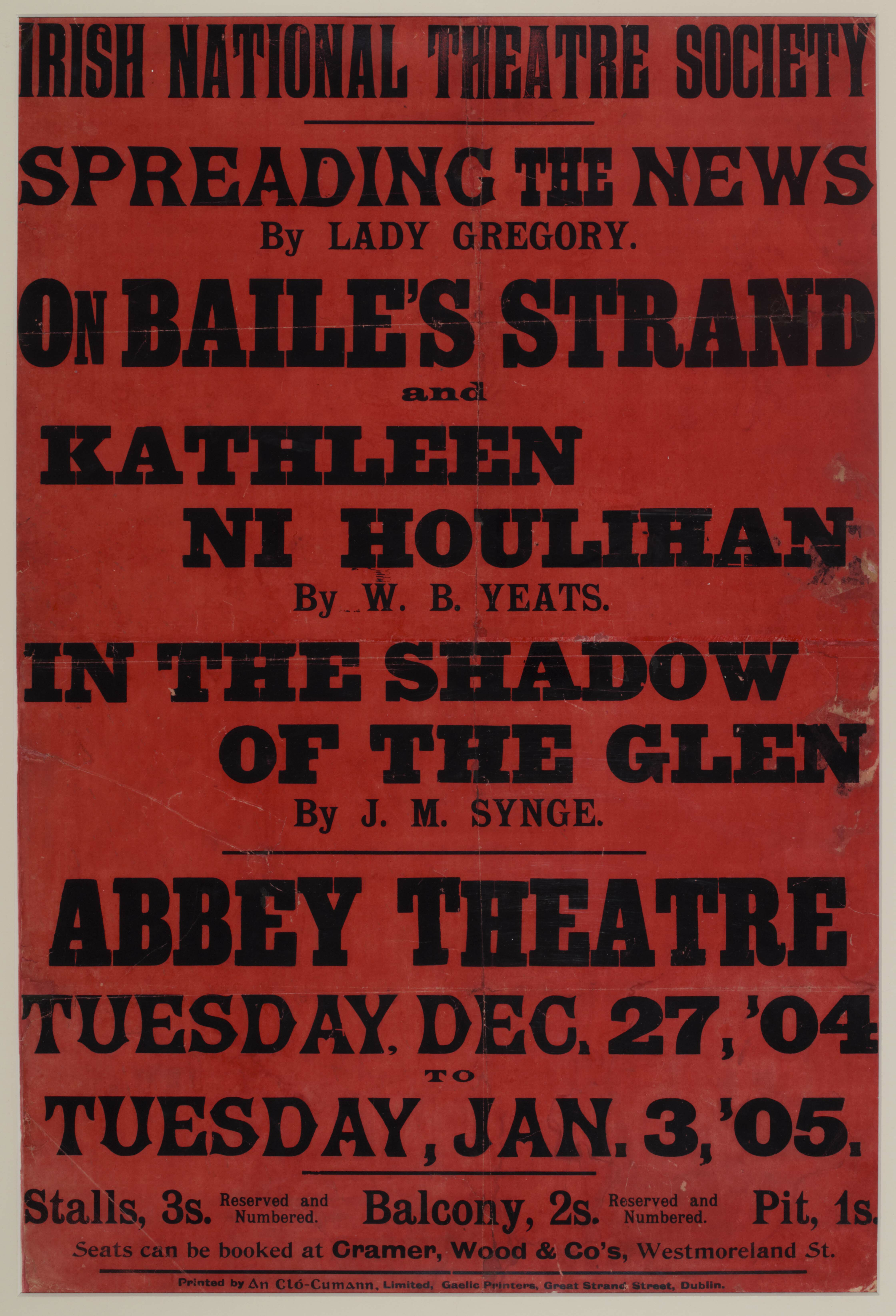
Plakat Abbey Theatre

Jego marzenie zrealizowane zostało dopiero w 1899 roku, kiedy Lady Gregory wraz z politykiem i dramaturgiem Edwardem Martynem założyła w Dublinie Irlandzki Teatr Literacki. Trzy lata później teatr, dzięki wsparciu Elizabeth Horniman, otrzymał stałą siedzibę przy Abbey Street i od tego czasu w świadomości widzów i pracowników funkcjonował i funkcjonuje do dziś pod nazwą Abbey Theatre. Dla Yeatsa powołanie teatru w Irlandii stanowiło impuls do zajęcia się działalnością dramatopisarską i wkrótce stał się głównym autorem sztuk dla Abbey Theatre. Obok niego dla teatru pisali też: John Millington Synge, Lennox Robinson, który zastąpił Synge po jego śmierci w 1909, oraz Seán O’Casey, George Moore i George Bernard Shaw. Od 1906 roku Yeats był także dyrektorem teatru. Po rezygnacji lady Horniman teatr był od 1910 utrzymywany przez lokalne władze.
Więcej o powstaniu i roli Abbey Theatre czytaj w haśle Odrodzenie Irlandzkie w literaturze#Abbey Theatre.

### Czas podróży
Na początku XX wieku Yeats powrócił do Anglii. Tym razem osiedlił się formalnie w Sussex, ale w tym okresie częściej przebywał w rozlicznych wyjazdach, z których wyniósł nie tylko ciekawe doświadczenia zapalonego podróżnika, ale i wiele literackich inspiracji. Jeszcze w 1907 roku wraz z Lady Gregory i jej synem wybrał się na wycieczkę do Włoch, gdzie zetknął się ze sztuką bizantyjską i włoskim renesansem.
Od 1902 roku był również regularnie zapraszany na wykłady do Stanów Zjednoczonych. Dziewięć lat później wraz z Abbey Theatre udał się do Ameryki na czteromiesięczne tournée, w czasie którego poznał młodego poetę Ezrę Pounda. Pound w 1913 roku został sekretarzem Yeatsa i zaszczepił w nim swoją fascynację kulturą Japonii. Przyszły noblista chciał nawet przeprowadzić się do Kraju Kwitnącej Wiśni, ale nie zgodziła się na to jego małżonka. Yeats czerpał wówczas inspirację przede wszystkim z japońskiego teatru Nō – po 1916 roku napisał dramaty zupełnie różne od tych z początków Abbey Theatre, pozbawione elementów narodowych (np. Cztery sztuki dla tancerzy czy Zazdrość królowej Emer).
W pierwszych dwóch dziesięcioleciach XX wieku Yeats coraz częściej przebywał na kontynencie. Liczne podróże do Francji zaowocowały spotkaniem z Rabindranathem Tagore, hinduskim poetą i myślicielem. Obaj artyści poznali się w Normandii i szybko nawiązała się między nimi przyjaźń. Yeats tłumaczył wiersze Tagore na język angielski i spopularyzował jego twórczość w Wielkiej Brytanii, zaś Tagore zainteresował Irlandczyka buddyzmem i hinduską filozofią oraz pomógł mu w dogłębnym zrozumieniu Upaniszad, które Yeats pod koniec życia wydał po angielsku. W Mirebeau pod Poitiers spotkał Yeats Abbé Vachera, który za czynienie nieuznanych przez władze Kościoła cudów został wyklęty przez biskupa. Vacher przekazał wówczas wizję, dotyczącą przyszłego noblisty: Głos powiedział mi: Ma zostać apostołem, musi używać swej inteligencji. Jeśli tego nie uczyni, nasz Pan odbierze mu inteligencję i pozostawi tylko serce.

### W Thoor Ballylee
Kilka miesięcy (20 października 1917 roku) po odrzuceniu przez Iseult McBride Yeats ożenił się ze swoją angielską przyjaciółką Georgie Hyde-Leeds. Przed ślubem kupił wieżę w Thoor Ballylee, położoną w pobliżu posiadłości Lady Gregory. Po wielotygodniowym remoncie wraz z żoną wprowadził się do niej na początku 1918 roku.
Wieża w Thoor Ballylee stała się głównym symbolem w jego powojennych wierszach. Stanowiła ona inspirację do napisania dwóch tomików poezji – Wieża z 1928 roku i Kręte schody z 1933 roku, uznawanych przez większość badaczy za najlepsze w jego twórczości. Nowe mieszkanie Yeatsa składało się z czterech pomieszczeń usytuowanych jedno nad drugim i połączonych krętymi schodkami. Wieża ucieleśniała dla poety przeszłość, monumentalną i bohaterską, na każdym kroku podkreślona była jej irlandzkość – skromne meble z wiązu, napis na murze, głoszący, że roboty ślusarskie wykonano w miejscowej kuźni czy wreszcie jej położenie – z dala od głośnych miast, na samotnym, skrytym wśród dzikiej irlandzkiej przyrody skrawku ziemi. W tym czasie Yeats niemal całkowicie zobojętniał na sprawy polityczne.
W wieży państwo Yeatsowie mieszkali wiosną i latem, zaś zimę spędzali w Oksfordzie. W lutym 1919 roku przyszła na świat ich córka Anne Butler Yeats, zaś w sierpniu 1921 roku poeta doczekał się syna Williama Michaela. Niedługo po ślubie Georgie odkryła w sobie zdolności mediumistyczne i próbowała pisma automatycznego. Yeats, który znalazł się pod dużym wpływem nowych umiejętności żony, właśnie w tym okresie zainteresował się metafizyką, a w wydanym w 1925 roku eseju Wizja, napisanym z pomocą Georgie, przedstawił własną koncepcję filozoficzno-mistyczną, interpretującą ludzkie wnętrze i historię, nazwaną przez niego mistycyzmem ortodoksyjnym. Jej artystyczną reminiscencję można odnaleźć w zbiorach poezji Dzikie łabędzie w Coole i Michael Robartes i tancerka. W połowie 1922 roku Yeatsowie kupili duży dom w Dublinie, w którym, ze względu na młody wiek dzieci, łatwo mogących zrobić sobie krzywdę w wieży, i pogarszający się stan zdrowia poety, rodzina spędzała coraz więcej czasu.
Ostatni raz artysta widział swoją wieżę w 1929 roku.
Seamus Heaney, który poświęcił Yeatsowi i wieży esej (Miejsce pisania: W.B.Yeats i Thoor Ballylee), o ich wspólnej zależności napisał:
Poeta był oto w miejscu pisania. Wieża stanowiła jedną z jego szkół śpiewu, jeden z pomników wystawianych przez duszę jej własnej wielkości,
a decyzję o porzuceniu Thoor Ballylee uzasadniał tak:
Wieża weszła teraz tak głęboko w profetyczne pokłady jego głosu, że mógł ją przywoływać bez potrzeby przebywania w niej. Nie musiał w niej już żyć, skoro żył d z i ę k i niej.

### W wolnej Irlandii
Już od połowy lat 90. XIX wieku Yeats zaczął odchodzić w swojej twórczości od tematyki narodowej. Wpływ na to miała głównie śmierć w 1891 roku Charlesa Parnella i fiasko polityki Home Rule. Dlatego też wybuch powstania wielkanocnego przyjął z dużym sceptycyzmem, mówił o heroicznym i tragicznym szaleństwie. W 1916 roku przebywał w Gloucestershire w Anglii i tam właśnie powstał jeden z jego najbardziej znanych wierszy – Wielkanoc 1916, w którym jak mantra powracają słowa:
kostium błazeński okrywa wszystko, co żywe
zmienili, zmienili się wszyscy
rodzi się piękno straszliwe.

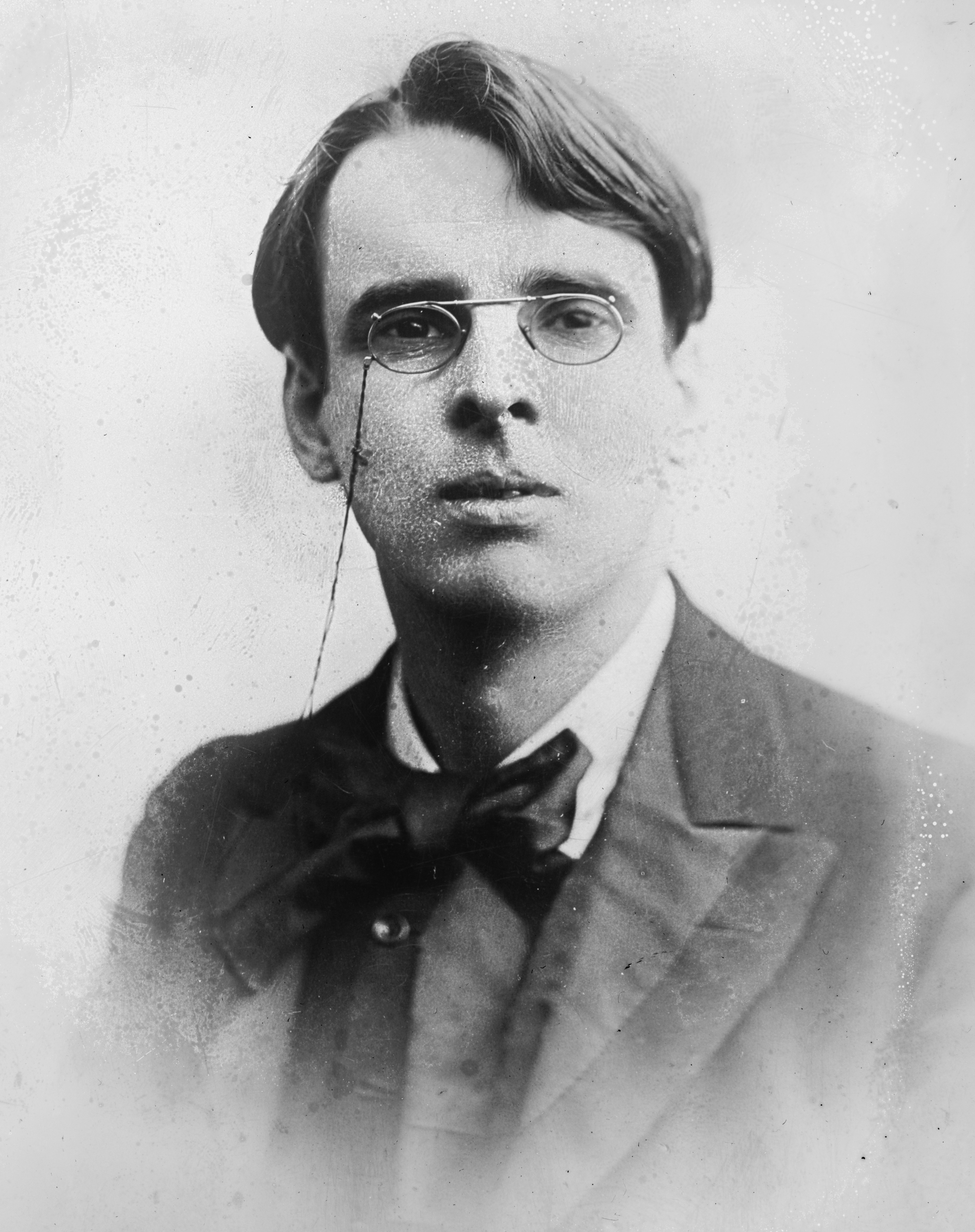
William Butler Yeats (1920)

Po irlandzkiej wojnie domowej (1922–1923) i po stworzeniu Wolnego Państwa Irlandii, Yeats został delegatem Sinn Féin na Kongresie Narodu Irlandzkiego w Paryżu. W 1923 roku został wybrany na senatora w irlandzkim parlamencie. Działalność jego koncentrowała się głównie na zagadnieniach kulturalnych. Domagał się zniesienia cenzury, wysunął projekt założenia akademii literatury. Mimo zasiadania w parlamencie, nigdy nie ukrywał swojego rozczarowania nowym państwem, krytykował brak reform i ciągłe kłótnie polityczne. Pod koniec lat 20. zrezygnował z mandatu i niemal całkowicie wyłączył się z życia politycznego, skupiając się wyłącznie na rozpowszechnianiu krajowego dziedzictwa i budowaniu świadomości własnej odrębności kulturowej wśród Irlandczyków.

#### Nagroda Nobla

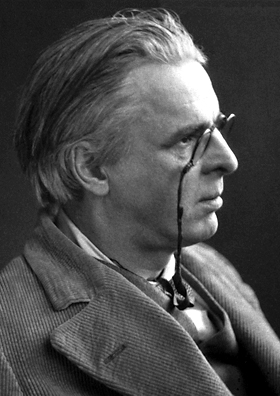
William Butler Yeats (1923)

Od początku lat 20. na Yeatsa zaczęły spadać rozmaite wyróżnienia. W Stanach Zjednoczonych stał się znany głównie dzięki Poundowi, za którego protekcją jeszcze w 1914 roku przyznano mu prestiżową nagrodę chicagowskiego periodyku Poetry za poemat Szara skała. W 1922 roku otrzymał tytuł doctora honoris causa uniwersytetów w Dublinie i Belfaście. W 1931 taki sam zaszczyt spotkał go na Uniwersytecie Oksfordzkim. W 1923 roku został laureatem Nagrody Nobla, za uduchowioną twórczość poetycką, oddającą w najwyższej formie artystycznego ducha narodowego. 10 grudnia w czasie odbioru nagrody Yeats wygłosił wykład o Swedenborgu, Strindbergu i Ibsenie. O swoich literackich inspiracjach, których źródła określił w świecie irlandzkiego chłopa, powiedział:
Nagle odkrył się przede mną stary świat ze swoją niedościgłą fantazją i zamiłowaniem do zajmujących historii, silnych mężczyzn i pięknych kobiet.

### Ostatnie lata
W drugiej połowie lat 20. Yeats zaczął mocno podupadać na zdrowiu. Od 1928 roku, przez pięć lat, zgodnie z zaleceniami lekarzy, mieszkał w Rapallo we Włoszech. Coraz częściej musiał odwiedzać sanatoria we Francji i Hiszpanii. Mimo złego stanu zdrowia poeta był aktywny – wraz z Shawem i Russellem założył Irlandzką Akademię Literatury, wykładał w Stanach Zjednoczonych i ciągle dużo pisał. Zdaniem większości krytyków twórczość Yeatsa z tego okresu jest najdojrzalsza.
W roku 1933 poeta powrócił do Irlandii i wraz z rodziną osiedlił się w poddublińskim domu Riversdale w Rathfarnham. W czerwcu 1935 roku wydano huczne przyjęcie z okazji jego siedemdziesiątych urodzin – w tym czasie w Timesie o nobliście ukazał się obszerny artykuł, którego autor stwierdził w podsumowaniu:
Jest niewątpliwie największym poetą piszącym po angielsku, jego twórczość przetrwa dopóki będzie się mówić w tym języku.
W roku 1932 zmarła Lady Gregory, a trzy lata później George Russell. Mimo chwilowego załamania, Yeats pracował intensywnie jak nigdy dotąd. W latach 1936–1937 wygłosił osiem wykładów o współczesnej poezji dla radia BBC, w 1937 roku wydał tom esejów i angielskie tłumaczenie Upaniszad, zaś w 1938 we Francji ukazały się jego Autobiografie.
Zmarł 28 stycznia 1939 roku w hotelu Idéal Séjour w Roquebrune-Cap-Martin, we Francji. Dopiero po II wojnie światowej, w 1948 roku, za osobistym pośrednictwem francuskiego ambasadora w Dublinie, hr. Stanisława Ostroroga h. Nałęcz, jego zwłoki przewieziono do Irlandii, gdzie, zgodnie z jego życzeniem, zostało pochowane w Drumcliff.

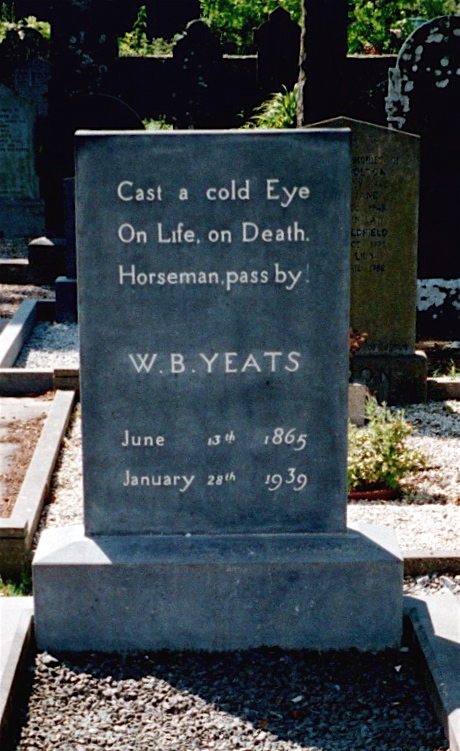
Grób Williama Butlera Yeatsa w Drumcliff

Na grobie poeta kazał umieścić trzy ostatnie wersy z własnego wiersza Pod Ben Bulben:
Tu, gdzie Ben Bulben łysy łeb obnażył,
Yeats leży w Drumcliff na cmentarzu.
Przy drodze wiekowy krzyż stoi,
Utarty napis marmuru nie zdobi;
Tylko na głazie wapiennym tej treści
Wyryto słowa, które sam kazał umieścić:
Tak samo chłodno spójrz
Na życie i na śmierć
Nie wstrzymuj konia, jedź!

## Twórczość

### Twórczość poetycka
Źródeł powstania najobszerniejszej spuścizny po Yeatsie, czyli poezji, szukać należy nie tylko w celtyckich baśniach i podaniach, ale również w spirytualizmie Indii, mistyce buddyzmu oraz, szczególnie w pierwszych tomikach, symbolizmie francuskim. Poezja zdaniem Yeatsa pełni funkcję magicznej linii demarkacyjnej między jawą a światem imaginacji, poezja to wypowiedź pragnień, które możemy zaspokoić tylko w snach i, gdyby wszystkie nasze sny były zaspokojone, nie byłoby już poezji.
Większość historyków literatury podkreśla mistrzostwo formalne utworów poety; jego wiersze, ich zdaniem, nasączone są czarem, liryzmem, nastrojem i muzycznością zamkniętymi w ramy wyważonego rymu i rytmu. Roman Dyboski pisał:
Melodia niesamowita, a tak upajająca jak gra skrzypek cygańskich czy dalekich fujarek na łąkach.
Yeats, mimo iż jego osobowość twórcza kształtowała się w okresie modernizmu, był kontynuatorem myśli romantycznej. Sam napisał o sobie: Jestem ostatnim romantykiem.
W twórczości poetyckiej Yeatsa zwykło się wydzielać kilka etapów – pierwszy z nich, tzw. symboliczny, obejmuje trzy pierwsze zbiory wierszy poety. Szczególnie wydane w latach 90. XIX wieku tomiki Róża i Wiatr pośród trzcin stworzone zostały pod dużym wpływem Verlaine’a, Mallarmégo i Villiers de L’Isle-Adama, których zresztą poznał w czasie pobytu w Paryżu. Poeta nie znał francuskiego i w pełnym zrozumieniu teorii symbolizmu pomogła mu dopiero wydana w 1899 roku książka Arthura Symonsa Symbolizm w literaturze. Jednak Yeats nie był ślepym kontynuatorem myśli francuskiej, można rzec, że na jej fundamentach zbudował własną – irlandzką – koncepcję symbolu. Oto syntetyczne zestawienie podstawowych różnic i podobieństw obu teorii:
| SYMBOLIZM | SYMBOLIZM                                                              |
| Yeatsa | francuski                                                              |
| --- | ---------------------------------------------------------------------- |
| założenie, że symboliczna jest wszelka sztuka, która nie jest jedynie narracją lub portretowaniem                                                  |                                                                        |
| akcentowanie roli synestezji |                                                                        |
| mistycyzm Bławatskiej, Blake’a i Swedenborga – twierdzenie, że wyobraźnia jest drogą docierania do absolutu, a zadaniem sztuki jest wyobrażanie go | mistycyzm jako intensywne przeżywanie wiersza, hasło sztuka dla sztuki |
| tradycjonalizm – powrót do stylu praojców, wykorzystanie podań i wierzeń jako symboli (symbol narodowy)                                            | współczesność jako oderwana od reszty epoka                            |
| poezja ma być publiczna, tj. zrozumiała dla każdego                                                                                                | pogarda dla publiczności                                               |

W wydanych na początku XX wieku wierszach Yeats zrezygnował z wysokiego stylu z czasów symbolicznych, nowe metafory stały się bezpośrednie i czytelniejsze, a język prostszy, nawet kolokwialny. W zbiorach W siódmym lesie i Zielony hełm i inne wiersze przeważały liryki osobiste, a kilka utworów z drugiego tomu miało charakter wyraźnie polityczny. Poeta wyrażał w nich swoje rozczarowanie obecną działalnością narodową.
Za szczytowe osiągnięcia poezji Yeatsa uważane są zbiory Wieża i Kręte schody. Sześćdziesięcioletni poeta w okresie stabilizacji w życiu prywatnym, językiem prostym, czasem przypominającym naiwne pytania małego dziecka, rozprawiał o przemijaniu i poszukiwaniu wartości absolutnych, coraz częściej pojawiał się też motyw śmierci. Bawiąc się symboliką starych mitów, z ironią, czasem goryczą, wyrażał wiarę w doskonałość istniejącą w życiu pozaziemskim i w człowieka, który tak samo w przeszłości, jak i w czasie obecnym, z godnością radzić sobie musi z umieraniem, bo (z wiersza Śmierć):
Drwina jest w jego dumie
I drwiąc żegna się z życiem;
On śmierć na pamięć umie – 
Człowiek: śmierci stworzyciel.
tłum. L. Engelking
W poemacie Wieża, tak często cytowanym w różnych antologiach, Yeats z pewną bezsilnością, ale i dużym dystansem, pyta:
Co z tym absurdem teraz począć mam –
Moje ty biedne serce – z tą karykaturą,
Z moją starością? Tak jest przyczepiona
Do mnie jak ciężar do psiego ogona.
tłum. Cz.Miłosz
Zasięg tematyki w całej twórczości poetyckiej Yeatsa był bardzo szeroki. Na początku szybko rosnącej popularności uważano go za piewcę mitycznej przeszłości Irlandii, dopiero w późniejszych zbiorach poeta ujawnił swoje zainteresowania filozoficzne i właśnie te proste i oszczędne formalnie wiersze zapewniły mu sławę jednego z największych poetów języka angielskiego w XX wieku. Jak pisze Rulewicz:
była to poezja buntu przeciw rzeczywistości i cywilizacji, ale jednocześnie apoteozy jednostki ludzkiej, która poprzez akceptację cierpienia i śmierci osiąga wyższy stopień świadomości.
1889 – Rozstaje (Crossways)
1893 – Róża (The Rose)
1899 – Wiatr pośród trzcin (The Wind amond the Reeds)
1903 – W siódmym lesie (In the Seven Woods)
1910 – Zielony hełm i inne wiersze (The Green Helmet and Other Poems)
1914 – Powinności lub Obowiązki (Responsibilities)
1919 – Dzikie łabędzie w Coole (The Wild Swans at Coole)
1921 – Michael Robartes i tancerka (Michael Robartes and the Dancer)
1928 – Wieża (The Tower)
1933 – Kręte schody (The Winding Stair)
1933 – Słowa może do muzyki (Words for Music Perhaps)
1935 – Pełnia księżyca w marcu (A Full Moon in March)
1936-39 – Wiersze ostatnie (Last Poems)

### Twórczość dramaturgiczna
Impulsem do zajęcia się działalnością dramatopisarską było stworzenie w 1899 roku Abbey Theatre. Od końca lat 90. XIX wieku Yeats był głównym autorem sztuk do teatru, a jego utwory charakteryzowały się melicznością i śpiewnością oraz oparte były na heroicznej historii i mitologii celtyckiej. Poeta unikał opisywania współczesności, zresztą wyraźnie zastrzegał, że nie chce teatru politycznego, ale, jak twierdził, poetyckiego. W tym czasie powstały takie sztuki jak Utęskniony raj, Cieniste wody, czy Księżniczka Kasia, której premiera z Maud Gonne w roli tytułowej rozpoczęła działalność Abbey Theatre.
Od początku wieku dwudziestego Yeats zaczął wprowadzać do swoich sztuk więcej elementów dramatycznych. Język stał się prostszy, a forma coraz częściej wierszowana. W latach 1902–1908 napisał m.in. Klepsydrę, Gwiezdnego jednorożca, Deirde, Zielony hełm oraz chyba najsłynniejszą swoją sztukę – Cathleen, córka Houlihana, w której nawiązując do dawnego mitu, przedstawił Irlandię jako starą, bezdomną kobietę. Taki obraz Zielonej Wyspy już na trwałe utrwali się w literaturze, podobnie też swoją ojczyznę opisywał na początku Ulissesa James Joyce.
Po I wojnie światowej nastąpił przełom w twórczości teatralnej Yeatsa. Dzięki Poundowi odkrył on klasyczny japoński teatr Nō. Od 1916 roku nastąpiło oddalenie się od tematyki narodowej – dramaty Yeatsa częściej zawierały myśli filozoficzne i pytania egzystencjalne. Tej formie teatralnej pozostał wierny aż do końca życia, a jej dojrzała artystyczna realizacja znalazła wyraz w Pełni księżyca w marcu, Jaju czapli i Śmierci Cúchulainna.
Najważniejsze dramaty:
1894 – Utęskniony raj
1897-1906 – Cieniste wody
1899 – Księżniczka Kasia
1902 – Cathleen, córka Houlihana
1902 – Garnek rosołu
1903 – Klepsydra
1903 – Królewska siedziba
1906 – Deirdre
1907 – Gwiezdny jednorożec
1908 – Na wybrzeżu Baile
1908 – Zielony hełm
1916 – Cztery sztuki dla tancerzy
1916 – Przy źródle jastrzębia
1916 – Zazdrość królowej Emer
1917 – Sny kości
1917 – Kalwaria
1927 – Zmartwychwstanie
1935 – Pełnia księżyca w marcu
1938 – Jajo czapli
1939 – Czyściec
1939 – Śmierć Cúchulainna

### Twórczość prozatorska
Yeats był również sprawnym krytykiem literackim i eseistą, chociaż jego dorobek prozatorski jest znacznie mniejszy od wyżej omówionych. Kiedy poeta miał dwadzieścia osiem lat, napisał Półmrok celtycki (Celtic Twilight) – zbiór szkiców o własnych, wczesnych przeżyciach duchowych, który zyskał dużą popularność i stał się jednym ze sztandarowych tekstów Odrodzenia Irlandzkiego. Tytuł książki służy często za, mający neutralne zabarwienie, synonim tego okresu w historii literatury irlandzkiej. W 1897 roku Yeats opublikował własne opowiadania ludowe, opisujące wieś irlandzką oczami urojonego bajarza. Zbiór ten nosi tytuł Opowiadania o Hanrahanie Rudym.
Prócz tego, szczególnie w okresie pełnej dojrzałości twórczej, Yeats napisał liczne tomy studiów i artykułów historyczno-literackich, często bardzo osobistych. Jednym z nich są wydane w 1915 roku Sny o dzieciństwie i młodości, w których powracał do sielankowego okresu w Sligo. W Drżeniu zasłony (1922) spoglądał na własne życie okiem starca, a w być może najbardziej intymnym swoim tekście – Dramatis personae (1936) – nakreślił portrety przyjaciół-artystów oraz zwykłych ludzi z irlandzkich wsi, których spotkał w życiu. Swoistym pożegnaniem są wydane na rok przed śmiercią Autobiografie. Spuścizna prozatorska, mimo swojej obszerności jest marginesem całej twórczości Yeatsa. Roman Dyboski zauważył, że:
poetą na wskroś jest Yeats zawsze i pozostaje nim także we wszystkim, co pisze prozą.
Napisana przy aktywnym udziale żony Wizja (1925) to obszerny esej, w którym poeta wyłożył swoją koncepcję historiozoficzną. O szczegółach czytaj tutaj.

## Yeats po polsku
W.B.Yeats po raz pierwszy w Polsce zaistniał w roku 1898, kiedy w krakowskim Życiu nieznany z nazwiska londyński korespondent gazety nakreślił sylwetkę wschodzącej osobowości angielskiej literatury. W roku 1902 na łamach Nowego Słowa opublikowane zostało opowiadanie Serce wiosny. Przed I wojną światową głównym propagatorem i tłumaczem poezji i dramatów Yeatsa był Jan Kasprowicz, jednak nałożył on na obrazowanie Irlandczyka swój młodopolski język, toteż w przełożonych przez niego wierszach ciężko było znaleźć samego Yeatsa.
W okresie międzywojnia do polskiego czytelnika, za sprawą przekładów Zenona Przesmyckiego (1924) i Józefa Birkenmajera (1925), dotarły Opowiadania o Hanrahanie Rudym. Zbiór ten został wznowiony, w tłumaczeniu Jadwigi Piątkowskiej, w 1978 roku.
Łaskawsze dla Yeatsa okazały się dopiero lata powojenne. Wówczas na stałe zagościł w antologiach poezji angielskiej, wydawanych najczęściej na emigracji (Czas niepokoju Piotra Mayewskiego z 1958 roku, Antologia liryki angielskiej 1300-1959 Jerzego Pietrkiewicza z 1958, Wiersze staroświeckie Mariana Hemara z 1971). Wiersze Irlandczyka tłumaczyli m.in. Stanisław Baliński, Stanisław Barańczak, Leszek Engelking, Michał Kłobukowski, Zygmunt Kubiak, Czesław Miłosz, Jarosław Marek Rymkiewicz, Bohdan Zadura oraz Ludmiła Marjańska, która była czołową tłumaczką poety.
Jedyną polską monografią Yeatsa jest książka William Butler Yeats Wandy Krajewskiej z 1976 roku. W 1993 roku wydana została rozprawa doktorska Jolanty Dudek pt. Wiersze W.B.Yeatsa i Kazimierza Wierzyńskiego: paralela.